# Segeltorps IF
Le Segeltorps IF est un club de hockey sur glace de Segeltorp en Suède. Il évolue en Hockeyettan, troisième échelon suédois.

## Historique
Le club est créé en 1925.

## Palmarès
- Aucun titre.